# Рафаель (цар Мукурри)
Рафаель (д/н — бл. 1006) — цар держави Мукурри-Нобатії в 1001—1006 роках.

## Життєпис
Відомості про нього обмежені. Посів трон після смерті стрийка Георгіоса II, що сталося у 1001 або 1002 році. Продовжив політику розбудови міст та зведення церков. Також зберігав владу над усіма нубійськими царствами. Близько 1006 року з невідомих причин помер.
Йому спадкував неназваний син. Більшість відомостей про наступних правителів уривчасті. Можливо через боротьбу за трон. Відновлення потуги відбулося за правління царя Соломона.